# Трояндові
Трояндові, ро́зові, шипшинові (Rosaceae) — велика родина квіткових рослин. Родина налічує понад 2800 видів у 92 родах, з яких приблизно 223 види трапляються в Україні, враховуючи інтродуковані й культивовані.

## Систематика
Раніше родина ділилася на чотири підродини:
- Rosoideae (Розанні)
- Amygdaloideae (Мигдалеві)
  - Spiraeoideae (Таволгові) — на основі філогенетичних доказів тепер переміщена до підродини Amygdaloideae
  - Maloideae (Яблуневі) — на основі філогенетичних доказів тепер переміщена до підродини Amygdaloideae
- Разом з тим як підродину виділено Dryadoideae — (Дріядові)

Ці підродини були визначені перш за все за структурою плодів, хоча і не завжди. Недавні дослідження показали, що традиційні чотири підродини не монофілетичні, тобто структура родини ще чекає уточнення класифікації.
Ідентифіковані клади включають:
- Підродина Rosoideae (Розанні, або Шипшинові): Традиційно складалася з тих родів що несуть невеликі плоди, кожний з яких — сім'янка або кістянка, і часто м'ясиста частина плоду (наприклад, полуниця) — гіпантіум або черешок, що несе плодолистки. Визначання зараз звужене, вилучаючи колишню трибу Dryadeae, але підродина все ще залишається дуже різноманітною групою, що містить 5 або 6 триб і 20 або більше родів. Типові представники: троянда, ожина, малина, полуниця, лапчатка, гравілат.
- Підродина Яблуневі (Maloideae, або Pomoideae): Традиційно включала ті роди (яблуня, кизильник, глід, груша, айва, горобина тощо), чиї плоди складаються з п'яти капсул (названих «ядра») в м'ясистому ендокарпі, оточеному тканиною стебла. До них додані деревоподібні роди Lindleya і Vauquelinia, які мають таке ж число хромосом як і попередні роди (x=17), Kageneckia, в якому x=15, і трав'янистий рід Gillenia (x=9).
- Підродина Мигдалеві (Amygdaloideae, або Prunoideae): Традиційно ті роди, чиї плоди складаються з єдиного плоду-кістянки зі швом, двох жилок поряд з швом, і однієї напроти. Зараз розширено та включає шість родів Exochorda, Maddenia, Oemleria, Osmaronia, Prinsepia і Prunus (слива, персик, мигдаль, нектарин, вишня, абрикос).
- Особливо стоїть монотипний рід Псевдоцидонія, який деякі вчені відносять до підродини Maloideae, а інші — до Amygdaloideae
- Некласифіковані Rosaceae: Протягом останнього часу була отримана додаткова генетична інформація щодо відносин представників родини, і класифікація дещо змінилася. Наступі роди зараз вважаються накласифікованими (incertae sedis):
  - Spiraeoideae: Традиційно роди з нем'ясистими плодами, що складаються з п'яти капсул. Зараз встановлено, що вони не являють собою кладу (монофілетичної групи). Але триби колишньої підродини Spiraeoideae, можливо, створюють клади, наприклад Spiraeae (Spiraea, Holodiscus та Aruncus), Kerrieae (Neviusia та Rhodotypus), Neillieae (Neillia та Physocarpus), Sorbarieae (Adenostoma, Chamaebatiaria, Sorbaria та Spiraeanthus).
  - Dryadeae (Cercocarpus, Dryas, Cowania та Chamaebatia). Плоди — сім'янки з волосистими поверхнями. Більшість видів формують кореневі вузлики, які приймають азот-фіксуючу бактерію Frankia.
  - Lyonothamnus може бути родичем до Dryadeae.
  - Інші некласифіковані роди: Adenostoma, Chamaerhodos, Gillenia, Purshia, Spenceria, Stephanandra.

З цих груп Neillieae, можливо, є спорідненою групою до Maloideae, і Dryadeae — до Rosoideae.